# 職業訓練指導員 (デザイン科)
職業訓練指導員 (デザイン科)（しょくぎょうくんれんしどういん デザインか）は、職業訓練指導員免許のうちの1つ。厚生労働省管轄。

## 受験資格
職業訓練指導員免許の受験資格と試験免除を参照。

## 試験科目
学科試験
1. 指導方法（職業訓練原理、教科指導法、訓練生の心理、生活指導及び職業訓練関係法規）
2. 関連学科

- 系基礎学科
  - マーケティング論（市場調査、仕様及び積算）
  - デザイン（デザイン史、構成、色彩、造形、図案、製図）
  - 材料及び加工法（色彩用材料、加工用材料、加工法、各種材料）
  - 安全衛生（安全管理、衛生管理）

- 専攻学科
  - 工業デザイン（人間工学、製品デザイン、工作法）
  - 商業デザイン（広告、印刷、写真、視覚伝達法）

実技試験
1. デザイン